# Guillaume Mercader
Guillaume Mercader (Urdos, Pirineos Atlánticos 17 de diciembre de 1914 - Bayeux, Calvados 15 de diciembre de 2008) fue un ciclista y luchador de la resistencia francés.

## Biografía
Habitante de Bayeux, en Calvados, era uno de los mejores ciclistas de Normandía cuando estalló la Segunda Guerra Mundial en 1939. Se alistó en la Legión Extranjera y participó en los combates de 1940.
Desmovilizado, regresó a Bayeux y continuó con su tienda de bicicletas mientras se une a la Resistencia. En 1941 asumió la responsabilidad de su red, la Organización Civil y Militar, en Bessin . Realizó numerosas misiones de inteligencia sobre las defensas del Muro atlántico. Por su condición de ciclista profesional la Gestapo le autorizó a entrenar en las carreteras costeras entre Courseulles-sur-Mer y Grandcamp.
En junio de 1944 recibió al general De Gaulle en su regreso a Francia y lo guio a través de Bayeux hasta la subprefectura, donde De Gaulle instaló su gobierno provisional. Se unió luego a las tropas aliadas y participó en la liberación de Europa.
Una vez alcanzada la paz volvió a su pasión, el ciclismo, y se hizo cargo de un equipo con el que firmó el primer contrato Jacques Anquetil. Dirigió el periódico La Renaissance du Bessin, que fue el primer periódico que apareció en la Francia liberada.

## Condecoraciones
- Legión de Honor
- Croix de guerre 1939–1945
- Croix du combattant
- Estrella de Bronce (EUA)
- Medalla del rey por el valor en la causa de la libertad (Reino Unido).